# تييري هنري
تييري هنري (بالفرنسية: Thierry Henry)، (مواليد أغسطس 1977) ويلقب بتيتي أو الغزال الأسمر. هو لاعب كرة قدم فرنسي معتزل، كان يلعب في خط الهجوم مع أرسنال الإنجليزي ونادي برشلونة الإسباني وفي نادي نيويورك ريد بولز الأمريكي والمنتخب الفرنسي. وهو الآن يعمل مدرب لمنتخب فرنسا الاولمبي.

## مسيرته الكروية
هنري تدرب في أكاديمية الاتحاد لملعب كرة القدم في فرنسا وذلك في كلير فونتين ولعب منذ الصغر في كو لي أولي وذلك من العام 1983 حتى العام 1989، وكذلك نادي أوس بالاسيو من العام 1989 حتى 1990، ونادي فيري تشالتيلون من العام 1990 حتى 1992 وكذلك إف سي فرساي من العام 1992 حتى 1993. لقد بدأ مهنته في نادي موناكو، اعطى ظهوره لأول مرة بواسطة مدير موناكو أرسين فينغر حيث كان عمر هنري في السابعة عشر.
بعد أن حصل على إعجاب الجميع في كأس العالم 1998، قد غادر نادي موناكو وانتقل إلى نادي إيطالي وهو يوفنتوس وذلك في شهر يناير من عام 1999 مقابل 14 مليون جنيه استرليني. لقد تم وضعه في مركز الجناح أيضا، حيث كان عاجزا عن اقتحام الدفاع الإيطالي. لقد أحرز 3 أهداف فقط خلال 12 مباراة أجراها مع هذا النادي.
لقد اعتبر هنري أفضل مهاجم في تاريخ نادي آرسنال. وفي عام 1996 انتقل آرسين فينجر من تدريب نادي موناكو الفرنسي إلى تدريب نادي آرسنال وعند انتقاله جلب معه ثيري هنري الذي لطالما كان مدربه آرسين فينجر يثق بقدراته الهجوميه، وفي 18 أكتوبر في عام 2005 أصبح هينري أفضل هداف في جميع الأوقات إذ أحرز هدفين على مرمى سبارتا وقد حطم الرقم القياسي 185 هدفا والذي حصل عليه إيان رايت. بعد ثلاثة أشهر، وفي 14 يناير في عام 2006، قد أحرز ثلاثة أهداف على شباك ميدلزبره، ويحصل بذلك على معدل 150 هدفا وبذلك عدد أهدافه تصبح مساوية لعدد أهداف باستين الشهير. لقد ساهم أيضا بعدد كبير من المساعدات.
هنري حصل على الكثير من الهتافات والجوائز. فقد حصل على ثاني أفضل لاعب لعامي 2003 و2004 وفقا للفيفا. فقد قاد ناديه آرسنال إلى 26 انتصار و12 تعادل وبدون أي خسارة في موسم 2003,2004. لقد حصل على جائزة أفضل لاعب أيضا وفقا لجمعية الكتاب المتحدثين عن الرياضة كما حصل على جائزة أفضل لاعب لمرتين نظرا لحصوله على أفضل لاعب لعامين متتاليين. وإضافة إلى كل ذلك حصل هنري على الحذاء الذهبي والتي تعتبر جائزة لأفضل هداف (صاحب أكبر عدد من الأهداف)في أوروبا.
في الدوري الإنكليزي قد حصل هنري على هداف الدوري 4 مرات مع الآرسنال، ففي موسم 2001–02 أحرز 24 هدف وفي المركز الثاني جاء هاسلباينك الهولندي برصيد 23 هدف. وفي موسم 2002–03 قد أحرز 24 هدف أي جاء في المركز الثاني بعد فان نيستل روي برصيد 25 هدف. وفي موسم 2003–04 وهو الأفضل بالنسبة للآرسنال قد أحرز هنري 30 هدف وجاء في المركز الثاني ألان شيرار برصيد 22 هدف. وفي موسم 2004–05 قد أحرز هنري 25 هدف وجاء في المركز الثاني أندي جونسون محرزاً 21 هدف. وفي موسم 2005–06 قد أحرز هنري 27 هدفاً وجاء في المركز الثاني فان نيستلروي برصيد 21 هدف.
في دوري أبطال أوروبا 2005–06 كان في قمة لياقته مع نادي الآرسنال حيث استطاع أن يحرز هدفاً على عمالقة إسبانيا ريال مدريد ليفوز الآرسنال 1 مقابل لا شيء. وأحرز هدفاً على يوفينتوس وساعد فابريغاس على إحراز هدف آخر. ومن ثم تأهلوا إلى المباراة النهائية ضد برشلونة والتي كانت مأساة على الآرسنال منذ بدايتها حيث طُرد الحارس ينز ليمان بعد عرقلته للاعب صأمويل ايتو. ولكن سول كامبل استطاع أن يحرز هدفاً، ولكن في النهاية خسر الآرسنال بهدفين مقابل هدف. هنري قد انتقد الحكم كثيراً لأنه قد غض النظر عن العرقلات التي تعرض لها هنري من قِبل بويول، وقال بأنه في المرة القادمة سوف يقوم بالغطس «وهو مصطلح رياضي يعني إسقاط اللاعب نفسه أمام لاعب الخصم ليوهم الحكم بخطأ». هذا الكلام قد تم ربطه مع الحادثة التي حصلت في مباراة فرنسا وإسبانيا حيث أسقط هنري نفسه وهو يمر بجانب اللاعب الأسباني بويول، وقد أوهم الحكم بأن بيول هو من أسقطه ليعطيه ركلة حرة قد نتج عنها هدف. هنري قد نكر بأن تلك المقولة مرتبطة بهذا الأمر ولم يعلق عن إسقاط نفسه من أمام بويول.
في موسم 2005–06 قد ارتبط هنري كثيراً بأخبار انتقاله إلى نادي برشلونة أو ريال مدريد، ولكنه قرر في النهاية البقاء مع الآرسنال، موضحاً ولاءه للنادي وحبه له، وقد وافق على عقد جديد مع الآرسنال مدته 4 سنوات، أي حتى العام 2010.
ادعى نائب رئيس نادي الآرسنال دافيد دين بأن أحد الأندية الأسبانية قد عرض على هنري 50 مليون يورو، حيث كان ذلك قبل توقيع العقد الجديد. وقد قيل بأن هذا المبلغ لو قبله هنري لكان قد حطم الرقم القياسي السابق لزميله زين الدين زيدان وهو 47 مليون يورو والذي دفعه ريال مدريد له في العام 2001.
أول هدف على ملعب الإمارات الجديد لنادي الآرسنال قد أحرزه تييري هنري وذلك كان في 22 يوليو من العام 2006 في المباراة التكريمية للاعب دينيس بيركامب بمناسبة اعتزاله كرة القدم.
في موسم 2006–07 وهو الأسوء بالنسبة للآرسنال حيث احتلوا الآرسنال المركز الرابع للدوري الإنكليزي وقد أحرز هنري 3 أهداف أحدهما رأسية والأخرى ركلة جزاء والثالث على نادي شيفيلد، وهي المباراة التي فازها الآرسنال بثلاثة أهداف مقابل لا شيء.
نجح الآرسنال في التأهل إلى دوري أبطال أوروبا 2006–07 ولعبوا حتى الآن مباريتين إحداهما مع هامبوغ والأخرى مع بوتو والتي سجل فيها هنري هدفاً عن طريق الرأس.
ظهر هنري أيضا في الاعلانات التلفزيونية لشركة نايك، وكذلك ظهر في لعبة الفيديو جيمز واعلانات لشركة السيارات الفرنسية الشهيرة رينالت إذ ظهر في تلك الدعايات مع الفتاة الإنكليزية الأنيقة نيكول ميري والتي تزوجها في شهر يوليو في عام 2003. إضافة إلى أنه قد وقع اتفاقا مع شركة بيبسي الشهيرة ليظهر في دعايات لها. في 27 مايو في عام 2005 أنجبت زوجة هنري طفلته الأولى تيا هينري. هينري وعائلته يعيشون في هامبستيد شمال لندن.
بعد نهاية موسم 2006–07، وبعد الكثير من الشائعات والتوقعات، أعلن نادي أرسنال رسمياً عن انتقال هنري إلى نادي برشلونة الإسباني، وبحسب الصحف الإسبانية والإنجليزية، تم الانتقال بمبلغ يصل إلى 24 مليون يورو ومدة العقد أربع سنوات. ويقول هنري أن تركه للأرسنال كان بسبب خروج ديفيد دين من إدارة النادي، وقرب خروج المدرب أرسين فينجر بمجرد انتهاء عقده مع.في عام 2010 بعد انتهاء مونديال جنوب أفريقيا انتقل تيري هنري إلى فريق نيويورك ريد بولز الأمريكي لمدة لم تحدد إلى الآن.

## مسيرته الدولية
تيري هنري برز دوليا في أكتوبر في عام 1996 وذلك حينما لعب مع منتخب فرنسا لكرة القدم ضد منتخب جنوب أفريقيا لكرة القدم. ثم لعب مع منتخب فرنسا لكرة القدم في كأس العالم سنة 1998 وحقق نجاحات باهرة لفريقه الفرنسي، وكان الأكثر تهديفا في فريق فرنسا إذ أحرز 3 أهداف. انه أيضا شارك في منتخب فرنسا لكرة القدم في كأس أمم أوروبا 2000 لقد سمي كأفضل لاعب في تلك البطولة وأحرز 3 أهداف أيضاً. في كأس العالم 2002 قد شارك هنري ولكنه لم يشكل أي أثر أو خطورة ولم يحرز فريقه أي هدف ليخرجوا من البطولة. ثم شارك هنري في كأس القارات لعام 2003 حيث حصلت فرنسا على الكأس وحصل هنري على هداف البطولة برصيد أربعة أهداف وكذلك حصل على جائزة الكرة الذهبية أي أفضل لاعب في البطولة. شارك هنري في بطولة أوروبا بعد ذلك في العام 2004 والتي أقيمت في البرتغال وحينها قد أحرز هنري هدفين في مباريات المجموعات، وبعد تخطي مرحلة المجموعات خسرت فرنسا أمام اليونان بهدف مقابل لا شيء.

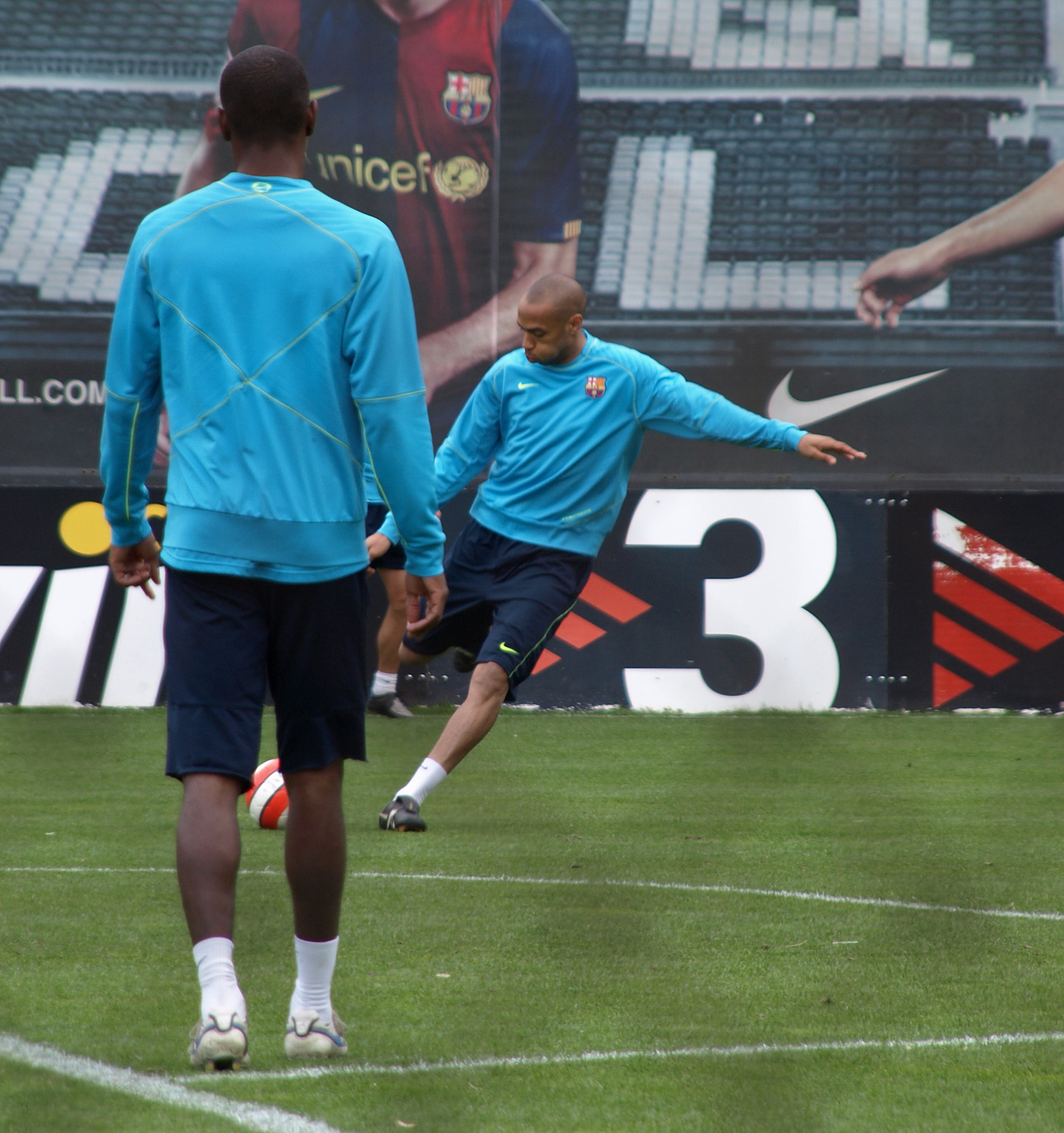

استطاع هنري أن يحرز 3 أهداف في نهائيات كأس العالم 2006 على فريق كوريا الجنوبية وتوغو والبرازيل ليقود منتخبه للتأهل لنهائي البطولة ويفوزون بوصافة الكأس. وقد اضطرب مستوى هنري كثيراً في مباراة فرنسا ضد إسبانيا في دوري الستة عشر، ومع ذلك كان لهنري الأثر الكبير في إحراز الهدف الفرنسي الثاني عن طريق باتريك فييرا، وذلك بعد أن أسقط هنري نفسه على الأرض مدعياً بأن المدافع الأسباني بيول قد دفعه وبذلك يحتسب الحكم خطأ على الفريق الأسباني والذي أدى إلى الهدف الثاني. وقد كان هنري الأكثر تألقاً في مباراة فرنسا ضد البرازيل مع زميله الفرنسي زين الدين زيدان حيث أحرز هدف الفوز الوحيد بعد كرة عالية جميلة من زيدان. أما في مباراة فرنسا ضد البرتغال فقط كان لهنري الأثر في هدف الفوز الوحيد على البرتغال حيث قام بمراوغة المدافع البرتغالي كرفالو ولكن كرفالو يعرقله ليحتسب الحكم ضربة جزاء يحرزها زين الدين زيدان.
شارك هنري في تصفيات بطولة أوروبا 2008 وقد أحرز حتى الآن هدفين أحدهما على الفريق الإيطالي والآخر على جزر الفاروه.

## الإحصائيات

### النادي
آخر تحديث 10 نوفمبر 2014.
| النادي           | الدوري           | الموسم    | الدوري | الدوري | الكأس | الكأس | قاري | قاري | المجموع | المجموع |
| النادي           | الدوري           | الموسم    | لعب    | سجل    | لعب   | سجل   | لعب  | سجل  | لعب     | سجل     |
| ---------------- | ---------------- | --------- | ------ | ------ | ----- | ----- | ---- | ---- | ------- | ------- |
| موناكو           | الدوري الفرنسي   | 1994–95   | 8      | 3      | 0     | 0     | 0    | 0    | 8       | 3       |
| موناكو           | الدوري الفرنسي   | 1995–96   | 18     | 3      | 3     | 0     | 1    | 0    | 22      | 3       |
| موناكو           | الدوري الفرنسي   | 1996–97   | 36     | 9      | 3     | 0     | 9    | 1    | 48      | 10      |
| موناكو           | الدوري الفرنسي   | 1997–98   | 30     | 4      | 5     | 0     | 9    | 7    | 44      | 11      |
| موناكو           | الدوري الفرنسي   | 1998–99   | 13     | 1      | 1     | 0     | 5    | 0    | 19      | 1       |
| موناكو           | المجموع          | المجموع   | 105    | 20     | 12    | 0     | 24   | 8    | 141     | 28      |
| يوفنتوس          | الدوري الإيطالي  | 1998–99   | 16     | 3      | 3     | 0     | 0    | 0    | 19      | 3       |
| يوفنتوس          | المجموع          | المجموع   | 16     | 3      | 3     | 0     | 0    | 0    | 19      | 3       |
| آرسنال           | الدوري الإنجليزي | 1999–2000 | 31     | 17     | 5     | 1     | 11   | 8    | 47      | 26      |
| آرسنال           | الدوري الإنجليزي | 2000–01   | 35     | 17     | 4     | 1     | 14   | 4    | 53      | 22      |
| آرسنال           | الدوري الإنجليزي | 2001–02   | 33     | 24     | 5     | 1     | 11   | 7    | 49      | 32      |
| آرسنال           | الدوري الإنجليزي | 2002–03   | 37     | 24     | 6     | 1     | 12   | 7    | 55      | 32      |
| آرسنال           | الدوري الإنجليزي | 2003–04   | 37     | 30     | 4     | 4     | 10   | 5    | 51      | 39      |
| آرسنال           | الدوري الإنجليزي | 2004–05   | 32     | 25     | 2     | 0     | 8    | 5    | 42      | 30      |
| آرسنال           | الدوري الإنجليزي | 2005–06   | 32     | 27     | 2     | 1     | 11   | 5    | 45      | 33      |
| آرسنال           | الدوري الإنجليزي | 2006–07   | 17     | 10     | 3     | 1     | 7    | 1    | 27      | 12      |
| آرسنال           | المجموع          | المجموع   | 254    | 174    | 31    | 10    | 84   | 42   | 369     | 226     |
| برشلونة          | الدوري الإسباني  | 2007–08   | 30     | 12     | 7     | 4     | 10   | 3    | 47      | 19      |
| برشلونة          | الدوري الإسباني  | 2008–09   | 29     | 19     | 1     | 1     | 12   | 6    | 42      | 26      |
| برشلونة          | الدوري الإسباني  | 2009–10   | 21     | 4      | 3     | 0     | 8    | 0    | 32      | 4       |
| برشلونة          | المجموع          | المجموع   | 80     | 35     | 11    | 5     | 30   | 9    | 121     | 49      |
| نيويورك ريد بولز | الدوري الأمريكي  | 2010      | 11     | 2      | 1     | 0     | 0    | 0    | 12      | 2       |
| نيويورك ريد بولز | الدوري الأمريكي  | 2011      | 26     | 14     | 3     | 1     | 0    | 0    | 29      | 15      |
| نيويورك ريد بولز | الدوري الأمريكي  | 2012      | 25     | 15     | 2     | 0     | 0    | 0    | 27      | 15      |
| نيويورك ريد بولز | الدوري الأمريكي  | 2013      | 30     | 10     | 2     | 0     | 0    | 0    | 32      | 10      |
| نيويورك ريد بولز | الدوري الأمريكي  | 2014      | 30     | 10     | 5     | 0     | —    | —    | 35      | 10      |
| نيويورك ريد بولز | المجموع          | المجموع   | 122    | 51     | 13    | 1     | 0    | 0    | 135     | 52      |
| آرسنال (إعارة)   | الدوري الإنجليزي | 2011–12   | 4      | 1      | 2     | 1     | 1    | 0    | 7       | 21      |
| آرسنال (إعارة)   | المجموع          | المجموع   | 258    | 1751   | 33    | 11    | 85   | 42   | 376     | 2281    |
| الإجمالي         | الإجمالي         | الإجمالي  | 581    | 2841   | 72    | 17    | 139  | 59   | 792     | 3601    |

1أحد أهداف هنري مع آرسنال ضد بلاكبيرن روفرز عندما أنتصروا بنتيجة 7–1 تم أحتساب الهدف لسكوت دان.

### المنتخب
آخر تحديث 23 ديسمبر 2011.
| المنتخب | الموسم  | المباريات | الأهداف |
| ------- | ------- | --------- | ------- |
| فرنسا   | 1997    | 1         | 0       |
| فرنسا   | 1998    | 10        | 3       |
| فرنسا   | 1999    | 0         | 0       |
| فرنسا   | 2000    | 14[A]     | 5       |
| فرنسا   | 2001    | 7         | 3       |
| فرنسا   | 2002    | 10        | 3       |
| فرنسا   | 2003    | 14        | 11      |
| فرنسا   | 2004    | 13        | 3       |
| فرنسا   | 2005    | 6         | 3       |
| فرنسا   | 2006    | 16        | 8       |
| فرنسا   | 2007    | 6         | 5       |
| فرنسا   | 2008    | 11        | 4       |
| فرنسا   | 2009    | 9         | 3       |
| فرنسا   | 2010    | 6         | 0       |
| المجموع | المجموع | 123       | 51      |

ملاحظة
A  يشمل مباراة ضد فريق أساطير فيفا في 16 أغسطس 2000.

## الإنجازات

### النادي
موناكو
- الدوري الفرنسي الدرجة الأولى (1): 1996–97

 أرسنال
- الدوري الإنجليزي الممتاز (2): 2001–02، 2003–04.[16]
- كأس الاتحاد الإنجليزي (2): 2001–02، 2002–03.
- درع الاتحاد الإنجليزي (2): 2002، 2004.
- دوري أبطال أوروبا الوصيف: 2005–06.[17]

 برشلونة
- الدوري الإسباني (2): 2008–09، 2009–10
- كأس ملك إسبانيا (1): 2008–09
- كأس السوبر الإسباني (1): 2009
- دوري أبطال أوروبا (1): 2008–09
- كأس السوبر الأوروبي (1): 2009
- كأس العالم للأندية (1): 2009

 نيويورك ريد بولز
- درع الجماهير (1): 2013

### المنتخب الفرنسي
- كأس العالم لكرة القدم (1): البطل 1998؛ الوصيف 2006
- بطولة أمم أوروبا (1): 2000
- كأس القارات (1): 2003

### الفردية
- جائزة الكرة الذهبية – الوصيف: 2003؛[18] المركز الثالث: 2006.[19]
- جائزة أفضل لاعب كرة قدم في العالم – الجائزة الفضية: 2003، 2004.[20]
- جائزة أفضل لاعب كرة قدم في إنجلترا للسنة (2): 2003–04، 2004–05.
- جائزة الحذاء الذهبي في الدوري الإنجليزي الممتاز (4): 2001–02، 2003–04، 2004–05، 2005–06.[16]
- لاعب الشهر في الدوري الإنجليزي الممتاز لكرة القدم (4): أبريل 2000، سبتمبر 2002، يناير 2004، أبريل 2004.[16]
- هدف الموسم من بي بي سي (1): 2002–03.
- جائزة اليويفا لأفضل فريق (5): 2001، 2002، 2003، 2004، 2006.
- جائزة أونزي الذهبية (2): 2003، 2006.
- جائزة الحذاء الذهبي الأوروبي (2): 2003–04، 2004–05.
- أفضل لاعب فرنسي في العام (5): 2000، 2003، 2004، 2005، 2006
- هداف العالم من الاتحاد الدولي لتاريخ وإحصاءات كرة القدم (1): 2003
- فيفبرو (1): 2006
- فريق كل النجوم في كأس العالم (1): ألمانيا 2006
- كأس القارات الكرة الذهبية (1): فرنسا 2003
- كأس القارات الحذاء الذهبي (1): فرنسا 2003
- بطولة أمم أوروبا فريق البطولة (1): 2000
- أفضل 125 لاعب كرة قدم حي: 2004
- تايم 100: 2007
- وسام جوقة الشرف: 1998
- تمثال أمام ملعب الإمارات لفريق أرسنال.[21]
- جائزة اليويفا لأفضل فريق: (نُشرت في 2015).[22]
- الفريق التاريخي لبطولة أمم أوروبا: (نُشرت في 2016).[23]

## وصلات خارجية
- تييري هنري على موقع IMDb (الإنجليزية)
- تييري هنري على موقع الموسوعة البريطانية (الإنجليزية)
- تييري هنري على موقع ألو سيني (الفرنسية)
- تييري هنري على موقع تيرنر كلاسيك موفيز (الإنجليزية)
- تييري هنري على موقع إن إن دي بي (الإنجليزية)
- تييري هنري على موقع ديسكوغز (الإنجليزية)
- تييري هنري على موقع قاعدة بيانات الفيلم (الإنجليزية)
- تييري هنري على موقع كينوبويسك (الروسية)

- تييري هنري على موقع الاتحاد الدولي (مؤرشف)  (الإنجليزية)
- تييري هنري على موقع الاتحاد الأوربي (الإنجليزية)
- تييري هنري على موقع الدوري الأمريكي (الإنجليزية)
- تييري هنري على موقع قاعدة بيانات كرة القدم.إي يو (الإنجليزية)
- تييري هنري على موقع ليكيب (الفرنسية)
- تييري هنري على موقع ناشيونال فوتبول تيمز (الإنجليزية)
- تييري هنري على موقع Soccerbase.com (لاعب) (الإنجليزية)
- تييري هنري على موقع Soccerbase.com (مدرب) (الإنجليزية)
- تييري هنري على موقع Soccerway.com (الإنجليزية)
- تييري هنري على موقع عالم كرة القدم.نت (الإنجليزية)